# Sohier de Enghien
Sohier de Enghien foi duque titular do Ducado de Atenas entre 1356 e 1364. Foi seguido no cargo por Gualtério IV de Enghien.